# Woldstedtius demenesesi
Woldstedtius demenesesi är en stekelart som beskrevs av Diller 1982. Woldstedtius demenesesi ingår i släktet Woldstedtius och familjen brokparasitsteklar. Inga underarter finns listade i Catalogue of Life.